# Luz de navegación

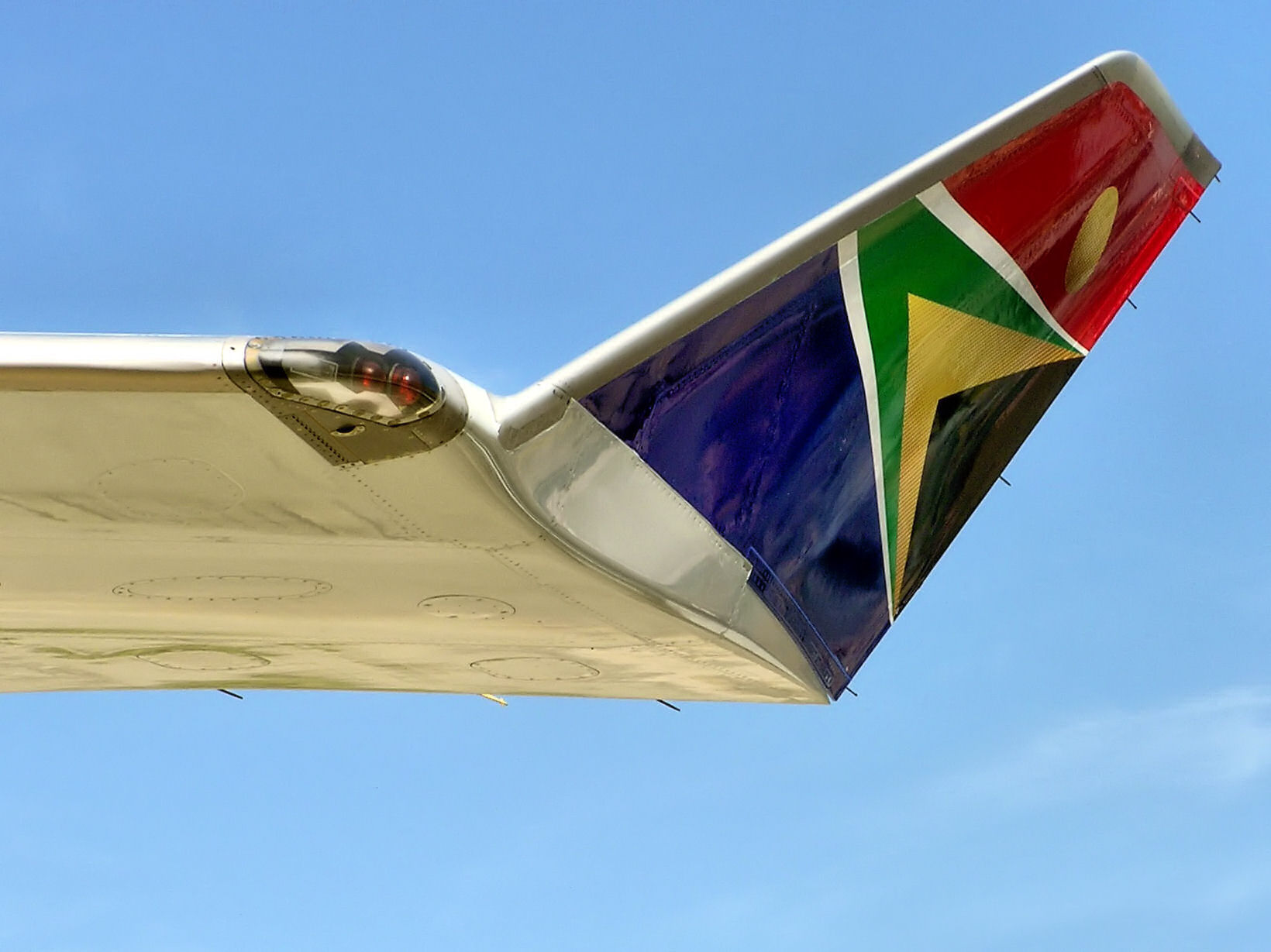
El winglet y las luces de navegación rojas (izquierda) sobre las alas de un avión Boeing 747-400 de South African Airways

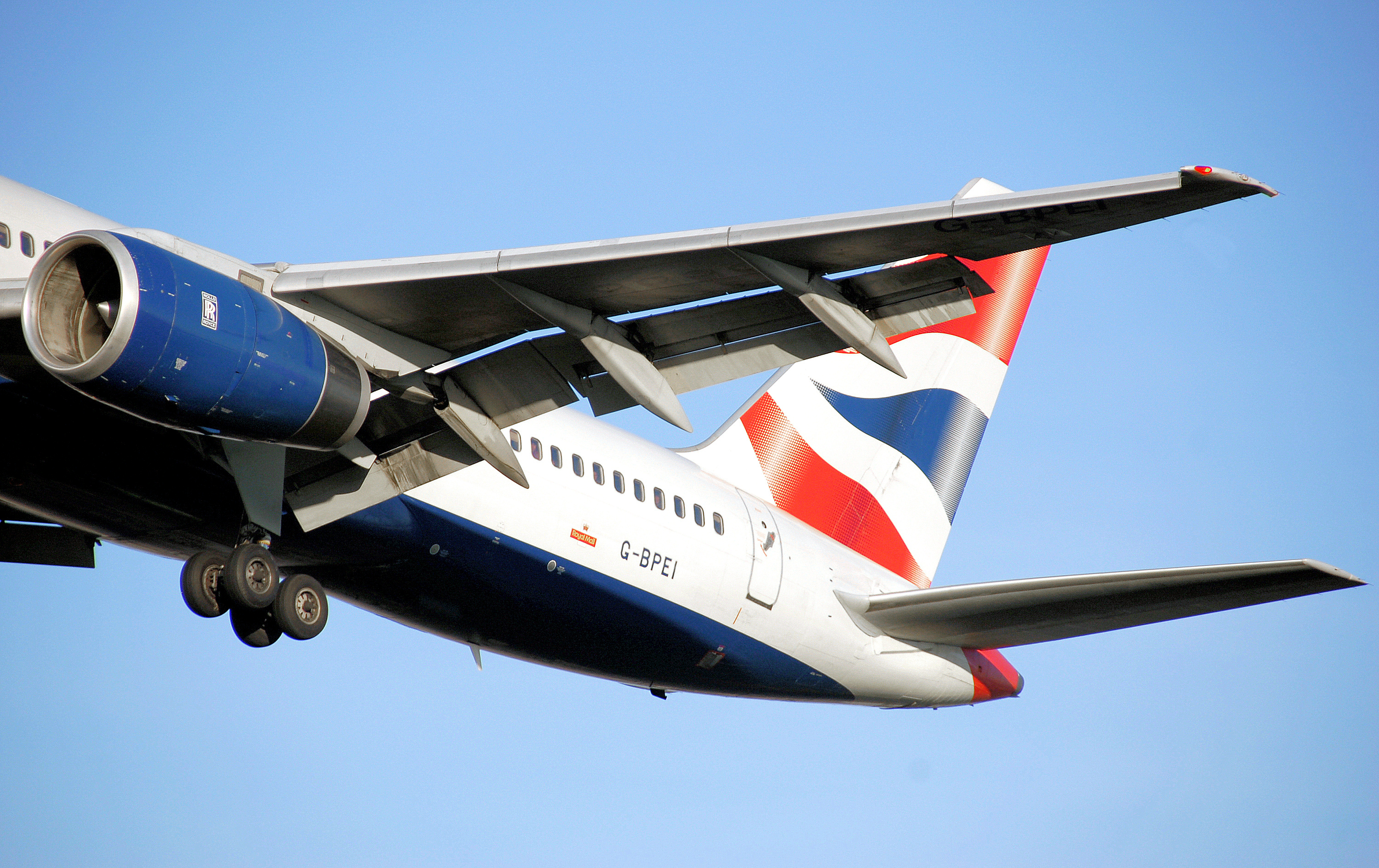
Un Boeing 757-200 de British Airways. La punta del ala lleva una luz de navegación roja.

Las luces de navegación son una fuente de luz coloreada utilizada en aviones, naves espaciales, o buques marítimos, utilizadas para señalar una posición, el rumbo, y el estado. Comúnmente, su uso es recomendado por convenciones internacionales o autoridades civiles.
Los sistemas de luces de navegación incluyen:
- Luces de prioridad - Utilizadas en barcos, aviones y por la tripulación de las naves espaciales, consiste de una luz roja montada a la izquierda o en el lado de babor de una nave y una verde sobre la derecha o en estribor. Ayudan cuando hay dos naves en curso de colisión a determinar quien tiene la prioridad: si un piloto observa una nave en su rumbo, el observara una luz roja o una luz verde. Si es verde, él tiene la prioridad de pasar hacia el lado de estribor. Si el piloto ve una luz roja, él sabe que la otra nave tiene la prioridad, y debe desviar su curso para evitar la colisión.

- Luces estroboscópicas - En un avión principalmente, las luces estroboscópicas dirigen un pulso de luz blanca, para ayudar a otros pilotos a reconocer la ubicación de la aeronave en bajas condiciones de visibilidad.

## Luces de navegación marítimas
En 1838, Estados Unidos obligó a los barcos de vapor que transitaban entre el anochecer y el amanecer a que llevaran una o varias luces de señal; el color, la visibilidad y la posición no fueron especificados. 
En 1848 el Reino Unido pasó regulaciones que requirieron que buques de vapor mostraran luces laterales rojas y verdes así como una luz frontal blanca. En 1849 el Congreso estadounidense amplió las exigencias a todos los buques. 
En 1889 los Estados Unidos convocaron a la primera Conferencia Marítima Internacional para considerar regulaciones para prevenir colisiones. Los resultados de la conferencia de Washington fueron adoptadas por los Estados Unidos en 1890 y entraron en vigor internacionalmente en 1897. Dentro de estas reglas estaba la exigencia para buques de vapor de llevar una segunda luz frontal en el mástil. 
La conferencia internacional de seguridad de la vida en el mar de 1948 recomendó una segunda luz de frontal obligatoria únicamente para los buques a más de 150 pies de longitud y una intensa luz fija para casi todos los buques. Las regulaciones se han cambiado poco desde entonces.

El Reglamento Internacional para Prevenir Abordajes (RIPA) regula las luces de navegación requeridas en un buque.

### Iluminación básica
Para evitar abordajes, los buques montan luces de navegación que permiten a otros buques determinar el tipo y el ángulo relativo de posición de un buque, y así decidir si hay un peligro de colisión. En la navegación general se requiere que los buques lleven una luz verde que brilla desde un punto muerto a dos puntos (22 ½°) desde popa hacia estribor, una luz roja desde un punto muerto hacia dos puntos en popa hacia la parte frontal y una luz blanca que brilla desde la popa a dos puntos hacia ambos lados. Los buques de alta potencia, además de estas luces, deben llevar una o dos (según la longitud) luces frontales blancas que brillan hacia dos puntos desde popa hacia ambos lados. Si se llevan dos luces frontales una debe tener más alta intensidad que la otra. Algunos barcos que funcionan en áreas atestadas también pueden llevar una luz intermitente amarilla para la visibilidad añadida durante el día o la noche.

### Luces de significado especial
Además de las luces rojas, blancas y verdes, una combinación de luces rojas, blancas y verdes colocadas en el mástil más alto y visible en todas las direcciones, puede ser usada para indicar el tipo de nave o el servicio que realiza. Véase "Guía rápida" (en inglés) en los enlaces externos.
- Los barcos anclados utilizan una o dos luces blancas (dependiendo de la longitud del buque) que pueden ser vistas desde todas las direcciones.

- Los barcos pequeños no es necesario que utilicen luces de navegación, en su lugar pueden utilizar una antorcha portátil.

## Luces de navegación en aviones

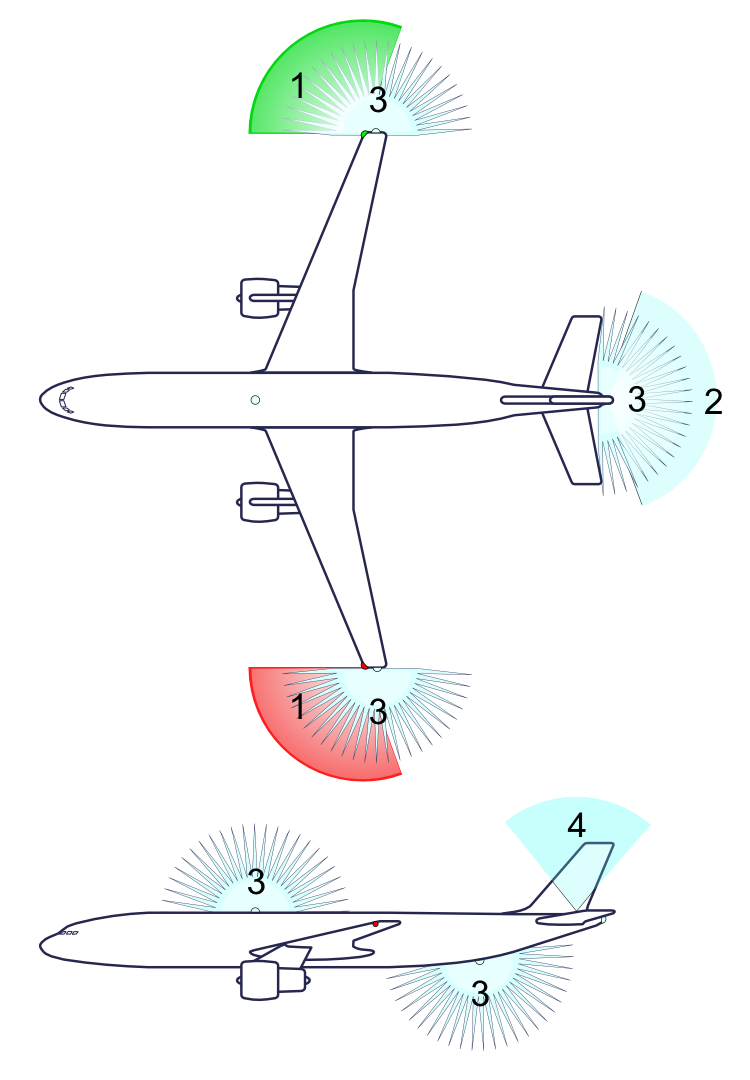
(1) luces de navegación, (2) luz de popa, (3) luces estroboscópicas anticolisión, (4) luz del logotipo.

Las luces de navegación de las aeronaves se encuentran en una forma similar a la de los buques de guerra, con una luz de navegación roja situada en el extremo del ala izquierda y una luz verde en la punta del ala derecha. Una luz blanca en la medida como sea posible en la popa, cola o en cada punta del ala. Las luces estroboscópicas de alta intensidad ayudan a evitar colisiones.
Las luces de navegación en la aviación civil deben estar activadas desde el atardecer hasta el amanecer, además de en condiciones de baja visibilidad. Luces de alta intensidad blancas estroboscópicas (también llamadas strobe) en las alas son parte del sistema de luces anticolisión, así como las giratorias de color rojo o blanco (también conocidas como beacon), que se instalan en la panza, parte superior del avión o ambos lugares. Este sistema es necesario en todos los aviones construidos después del 11 de marzo de 1996 y es recomendado usarlo desde que se encienden los motores del avión hasta que se apagan.
En el caso de los "strobe" se encienden al entrar a la pista ya sea cruzándola en tierra o en carrera al despegue y se apagan al salir de la misma (después del aterrizaje o de haber cruzado alguna pista en tierra).
Además, los aviones también disponen de luces de aterrizaje, montadas normalmente en las alas; aunque su posición varía según el modelo de la aeronave en cuestión. Estas luces, que son las más potentes que tiene el avión, y de color blanco, son utilizadas durante despegues y aterrizajes durante condiciones de visibilidad reducida. En caso de un despegue, se encienden al entrar en la pista y su uso deja de ser requerido a partir de 10000 pies; y en caso de un aterrizaje, se encienden a partir de 10000 pies y se apagan al salir de la pista.
En adición, también encontramos las luces de taxi. Son de color blanco y su posición suele ser en el tren de aterrizaje delantero. Son  utilizadas durante los movimientos en tierra del aeronave por el aeropuerto para iluminar la calle de rodaje por la que circula el aparato. Muchas veces son usadas en despegues y aterrizajes para mayor visibilidad.
Finalmente, los aviones comerciales también disponen de luces adicionales, aunque su uso, pese a estar extendido, no es obligatorio; como las luces de iluminación de giro, que son unas luces blancas en las alas apuntando a los laterales para iluminar las esquinas de calles de rodaje durante giros en tierra, complementando las luces de taxi. Además, encontramos las de iluminación alar, que situadas cerca de las turbinas, iluminan las alas permitiendo mayor visibilidad al hacer inspecciones y también son muy utilizadas por los pilotos para poder ver mejor el suelo alrededor del avión durante el embarque de pasajeros. A veces se utilizan para inspeccionar las alas en vuelo en busca de cristales de hielo que se pudieran adherir al volar entre nubes. Algunos modelos tienen instaladas luces de ruedas, situadas en el tren de aterrizaje que facilitan las inspecciones visuales del fuselaje al personal de tierra antes de cada vuelo al iluminarlo. Por último, hallamos las luces de logo; que sirven para iluminar la imagen corporativa de la compañía en la cola. Aunque son opcionales, muchos pilotos las utilizan para hacer el avión más visible durante el vuelo.